# Mariano Alonso Alonso
Mariano Alonso Alonso   (Madrid, 11 d'octubre de 1899 - Madrid, 3 de juliol de 1974) va ser un militar espanyol, governador colonial de la Guinea Espanyola i del Sàhara, i capità general de les Illes Balears durant el franquisme.
El 1914 va ingressar a l'Acadèmia d'Infanteria de Toledo, d'on va sortir el 1917 amb el grau de tinent. En novembre de 1920 fou destinat a la policia indígena del Protectorat espanyol al Marroc, fins al 1924 quan fou ascendit a capità. Durant aquests anys va aprendre àrab. Entre 1930 i 1934 va estudiar a l'Escola Superior de Guerra i es va diplomar en estat major, Aleshores fou destinat a la Inspecció de les Forces Khalifianes.
El cop d'estat del 18 de juliol de 1936 el va sorprendre a Tetuan i d'allí marxà a l'Ifni. En maig de 1937 fou ascendit a comandant i en juliol de 1937 fou habilitat com a tinent coronel. Participà activament en la batalla de Brunete i en acabar la guerra civil espanyola fou nomenat Delegat d'Afers Indígenes fins a gener de 1942, quan és nomenat governador de la Guinea Espanyola, ocupant el càrrec fins 1944. Ascendit a coronel, fou professor a l'Acadèmia General Militar i a l'Escola Superior de l'Exèrcit. El setembre de 1952 fou ascendit a general de brigada i en novembre de 1956 a general de divisió. En juliol de 1958 fou nomenat Governador del Sàhara Espanyol, càrrec que va deixar l'octubre de 1961, quan fou ascendit a tinent general i nomenat capità general de les Illes Balears. Deixà el càrrec quan el gener de 1963 fou nomenat Capità general de la V Regió Militar. L'octubre de 1964 va substituir Rafael García-Valiño Marcén com a capità general de la I Regió Militar i ocupà el càrrec fins que va passar a la reserva l'octubre de 1965. Des d'aleshores fou conseller d'Estat en representació de l'Exèrcit de Terra d'Espanya.